# Anri Egutidze
Anri Egutidze (ur. 1 marca 1996) – portugalski judoka. Olimpijczyk z Tokio 2020, gdzie zajął siedemnaste miejsce w wadze półśredniej.
Brązowy medalista mistrzostw świata w 2021; uczestnik zawodów w 2017, 2018 i 2019. Startował w Pucharze Świata w latach 2014-2017. Brązowy medalista igrzysk śródziemnomorskich w 2018. Drugi w drużynie na igrzyskach europejskich w 2019. Piąty na mistrzostwach Europy w 2020 i 2021 roku.

## Letnie Igrzyska Olimpijskie 2020
| Konkurencja | Eliminacje                  | Klas. końcowa |
| Konkurencja | Przeciwnik I                | Miejsce       |
| ----------- | --------------------------- | ------------- |
| 81 kg       | Shamil Borchashvili (AUT) P | 17.           |